# ۱-متیل‌ایندول
۱-متیل‌ایندول (به انگلیسی: 1-Methylindole) با فرمول شیمیایی C۹H۹N یک ترکیب شیمیایی است. که جرم مولی آن ۱۳۱٫۱۷۷ g/mol می‌باشد. 